# Nen Jiang
Der Nen Jiang, Nenjiang oder Nonni (chinesisch 嫩江, Pinyin Nèn Jiāng; mandschurisch Non ula; ältere Umschrift auch Nun Kiang) ist ein Fluss ist Nordostchina. 
Er ist ca. 1380 km lang und ist der längste Nebenfluss der Songhua Jiang (Sungari) im Westen der chinesischen Provinz Heilongjiang, in den er in der Nähe von Da’an mündet. Er entspringt im Yilehuli-Gebirge (Ilkurischan).

## Nebenflüsse
Die wichtigsten Nebenflüsse des Nen Jiang sind:
- Daguli He 大古里河
- Xiaoguli He 小古里河
- Duobukur He 多布库尔河
- Gan He 甘河
- Namoer He/Nemor He 讷谟尔河
- Nuomin He 诺敏河
- Anlun He 雅鲁河
- Wuyuer He/Nuyur He
- Chuoer He 绰尔河
- Taoer He/Chaor He 洮儿河
- Huolin He 霍林河